# Teoria marginal
Uma teoria marginal é uma ideia ou ponto de vista que difere significativamente dos pontos de vista aceitos pela maioria dos acadêmicos. As teorias marginais incluem os modelos e as propostas de ciência marginal, bem como ideias semelhantes em outras áreas acadêmicas, como as Humanas. O termo teoria marginal é comumente usado em sentido mais estreito e pejorativo, como sinônimo de pseudo-erudito. Definições precisas que distinguem entre pontos de vista amplamente difundidos, teorias marginais e pseudo-acadêmicos são difíceis de construir devido ao problema da demarcação. Questões de falsa equivalência pode ocorrer quando as teorias marginais são apresentadas como sendo iguais a teorias amplamente aceitas. Pode incluir desde trabalhos duvidosos a outros realizados a um nível acadêmico aceitável dentro um campo de estudo, mas apenas com o apoio de uma minoria de profissionais. Alguns exemplos incluem as pseudociências (ideas que pretendem ser teorias científicas, mas que têm pouco o nenhum apoio científico), teorias conspiratórias, afirmações não comprovadas, entre outras. Algumas teorias marginais podem ser, num sentido mais estrito, hipótese, conjecturas ou especulações.